# 1948년 하계 올림픽 축구
1948년 하계 올림픽의 축구 토너먼트는 스웨덴이 우승했다. 이것은 성인 스웨덴 축구 국가대표팀의 유일한 국제 타이틀로 남아 있으며 나중에 1950년대 AC 밀란 에서 이탈리아 리그를 지배한 그레-노-리로 알려진 트리오의 첫 번째 국제 경기이기도 하다.
텔레비전으로 중계된 최초의 국제 축구 토너먼트였으며, 준결승전, 결승전, 동메달 결정전은 모두 BBC 텔레비전 서비스를 통해 생중계되었다.